# Муриндо
Муриндо (исп. Murindó) — город и муниципалитет на северо-западе Колумбии, на территории департамента Антьокия. Входит в состав субрегиона Ураба.

## История
Поселение из которого позднее вырос город было основано 1 октября 1835 года. Муниципалитет Муриндо был выделен в отдельную административную единицу в 1914 году.

## Географическое положение
Город расположен в западной части департамента, на правом берегу одноимённой реки, на расстоянии приблизительно 156 километров к северо-западу от Медельина, административного центра департамента. Абсолютная высота — 216 метров над уровнем моря.

Муниципалитет Муриндо граничит на востоке с муниципалитетами Дабейба и Фронтино, на юге и юго-западе — с муниципалитетом Вихия-дель-Фуэрте, на севере и северо-западе — с территорией департамента Чоко. Площадь муниципалитета составляет 1349 км².

## Население
По данным Национального административного департамента статистики Колумбии, совокупная численность населения города и муниципалитета в 2013 году составляла 4402 человек.
Динамика численности населения муниципалитета по годам:
| 2005 | 2006 | 2007 | 2008 | 2009 | 2010 | 2011 | 2012 | 2013 |
| ---- | ---- | ---- | ---- | ---- | ---- | ---- | ---- | ---- |
| 3736 | 3811 | 3887 | 3973 | 4059 | 4136 | 4222 | 4315 | 4402 |

Согласно данным переписи 2005 года мужчины составляли 51 % от населения Муриндо, женщины — соответственно 49 %. В расовом отношении негры, мулаты и райсальцы составляли 47,8 % от населения города; индейцы — 42 %; белые и метисы — 10,2 %.
Уровень грамотности среди всего населения составлял 59,1 %.

## Экономика
Основу экономики Муриндо составляют сельскохозяйственное производство, заготовка древесины и рыболовство.